# Dragomir Racic
Dragomir Racic (Backa Topola, Yugoslavia, 5 de abril de 1945-Budva, 17 de julio de 2019) fue un futbolista yugoslavo que se desempeñaba como guardameta.

## Clubes
| Club          | País              | Año       |
| ------------- | ----------------- | --------- |
| Estrella Roja | RFS de Yugoslavia | 1966-1974 |
| CD Castellón  | España            | 1974-1982 |